# Pandawagufa
Pandawagufa (nep. पाण्डवगुफा) – gaun wikas samiti w zachodniej części Nepalu w strefie Karnali w dystrykcie Jumla. Według nepalskiego spisu powszechnego z 2001 roku liczył on 537 gospodarstw domowych i 3212 mieszkańców (1595 kobiet i 1617 mężczyzn).